# Medernach
Medernach (luxembourgsk: Miedernach) er en kommune og et byområde i Luxembourg. Kommunen, som har et areal på 15,64 km², ligger i kantonen Diekirch i distriktet Diekirch. I 2005 havde kommunen 1.029 indbyggere. 
49°48′36″N 6°12′54″Ø / 49.81°N 6.215°Ø